# Leucosolenida
Ordre
Les Leucosolenida sont un ordre d'animaux de l'embranchement des éponges (les éponges sont des animaux sans organes ou appareils bien définis).

## Définition
Les membres des Leucosolenida sont des éponges de la sous-classe des Calcaronea dont le squelette est composé exclusivement de spicules libres sans spicules non calcaires.

## Liste des familles
Selon World Register of Marine Species (8 février 2017) :
- famille Achramorphidae Borojevic, Boury-Esnault, Manuel & Vacelet, 2002
- famille Amphoriscidae Dendy, 1893
- famille Grantiidae Dendy, 1893
- famille Heteropiidae Dendy, 1893
- famille Jenkinidae Borojevic, Boury-Esnault & Vacelet, 2000
- famille Lelapiidae Dendy & Row, 1913
- famille Leucosoleniidae Minchin, 1900
- famille Sycanthidae Lendenfeld, 1891
- famille Sycettidae Dendy, 1893

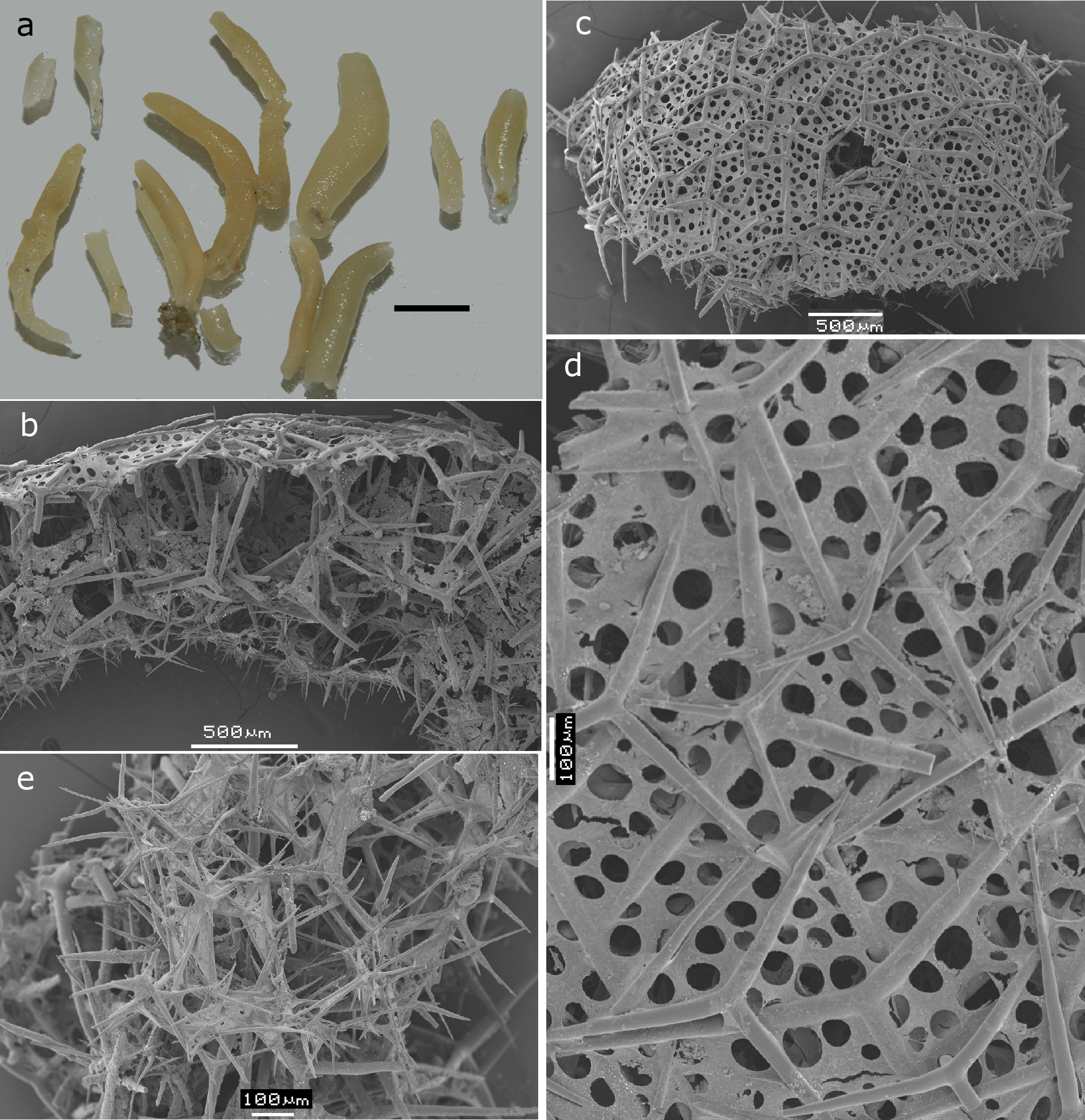
Amphoriscus semoni (Amphoriscidae)
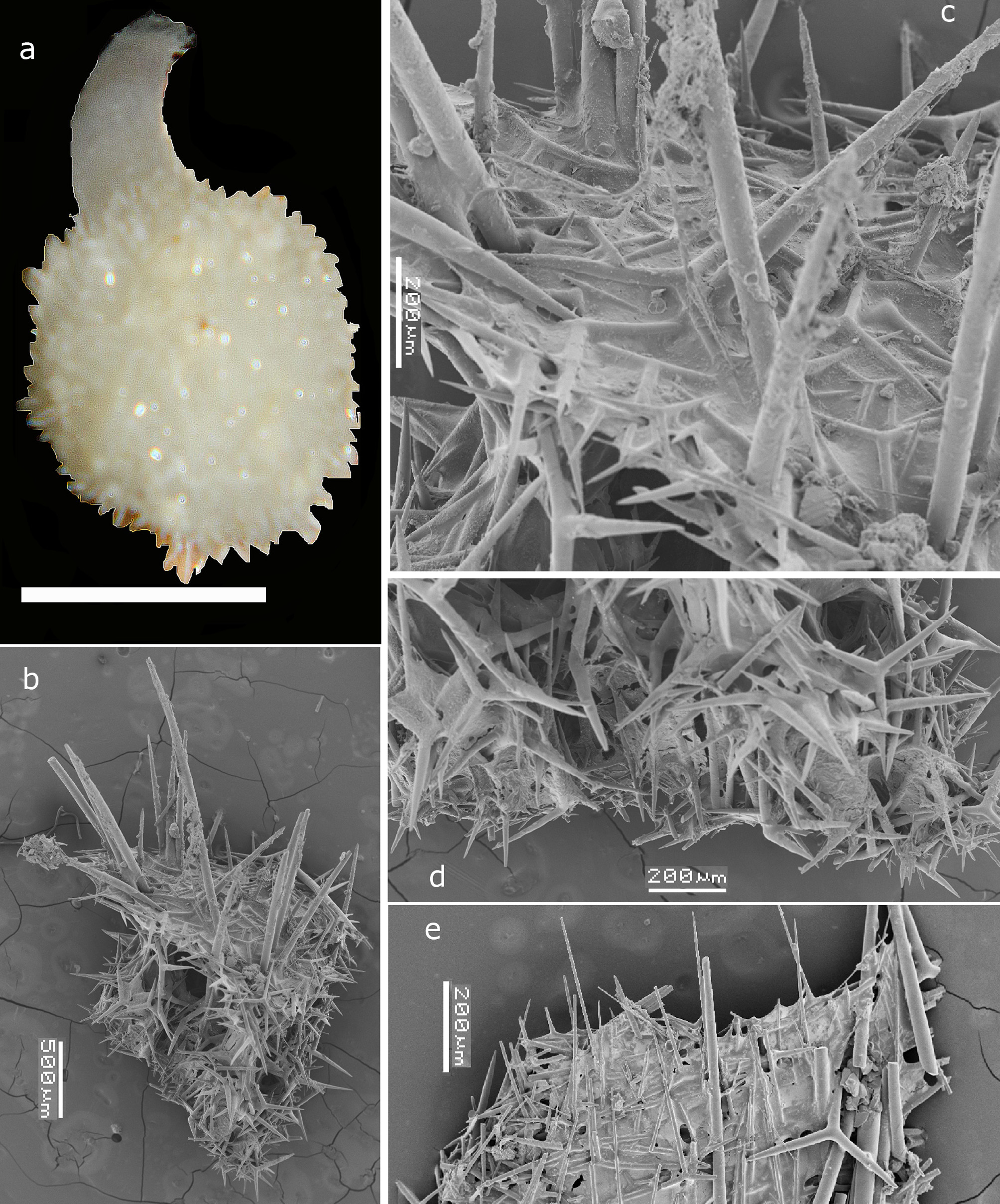
Leucandrilla wasinensis (Grantiidae)
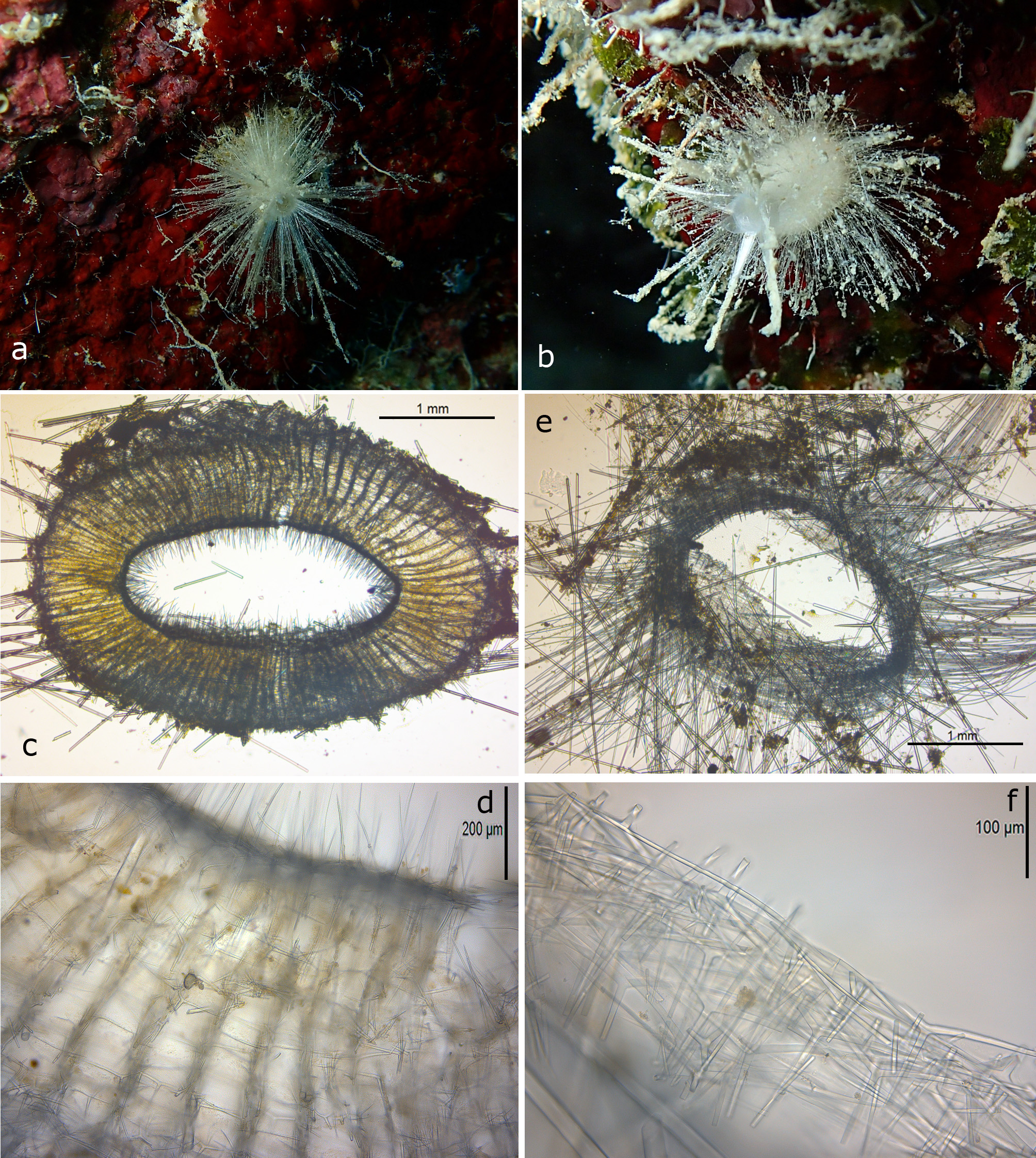
Grantessa woerheidei (Heteropiidae)
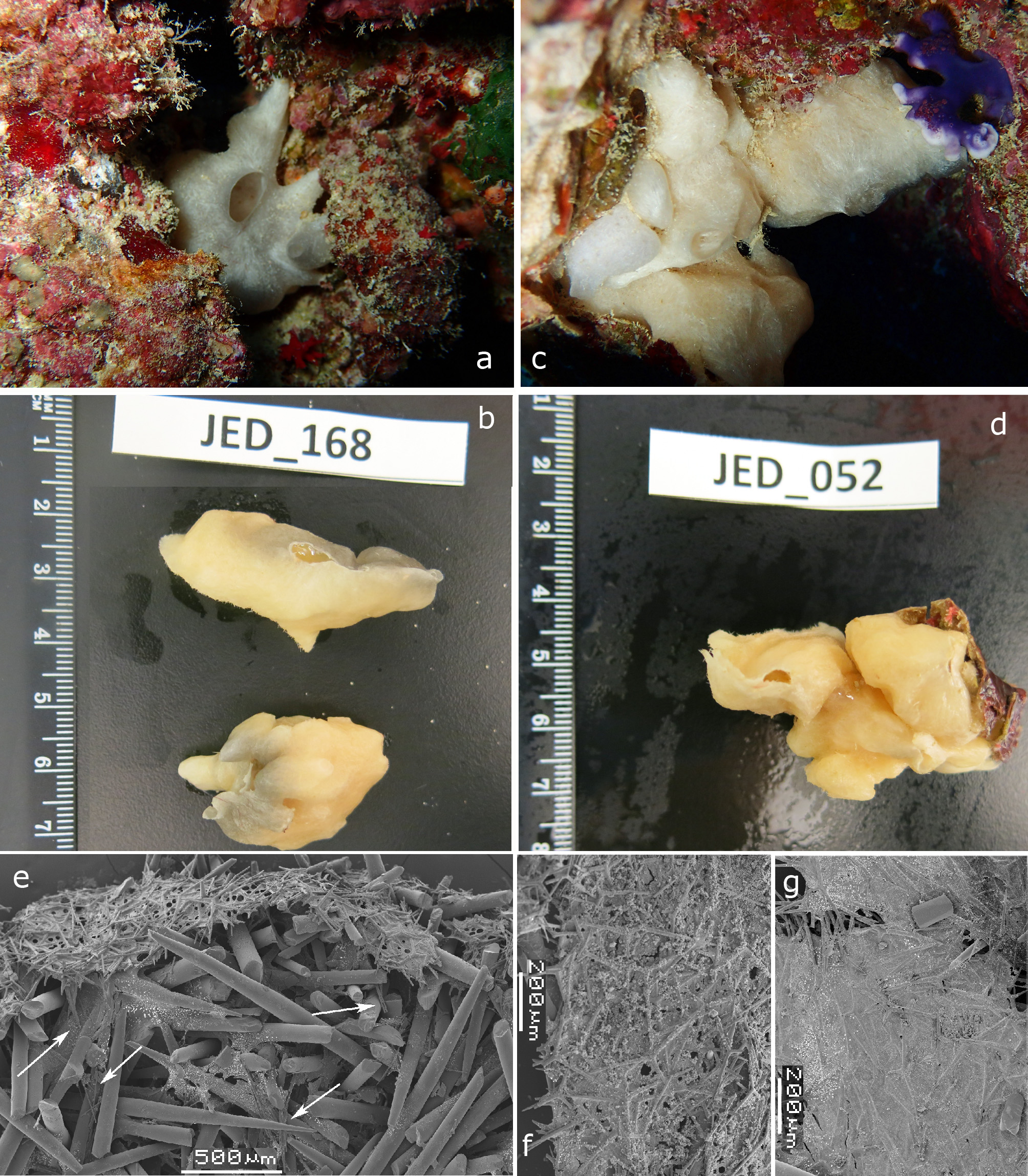
Kebira uteoides (Lelapiidae)
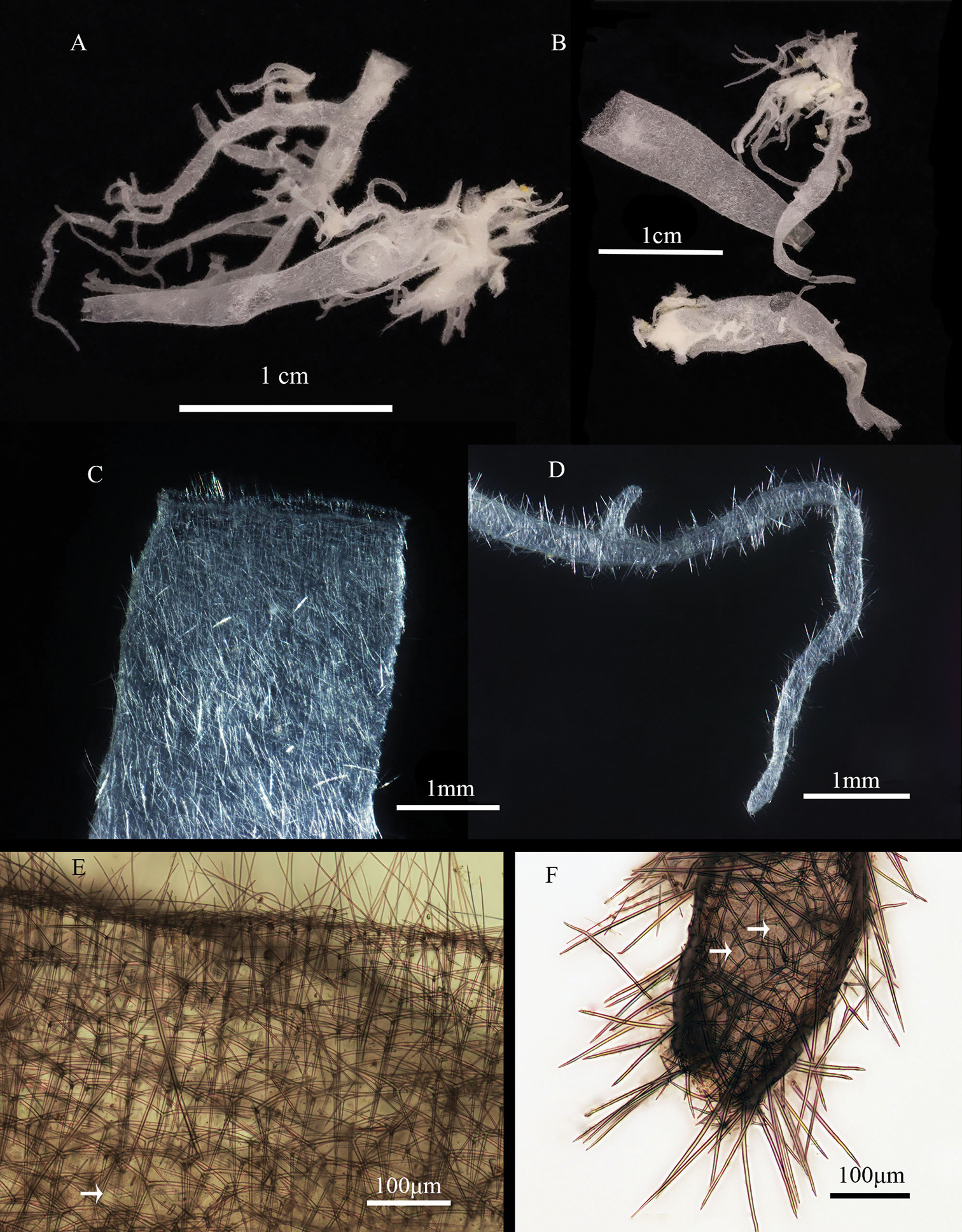
Leucosolenia qingdaoensis (Leucosoleniidae)
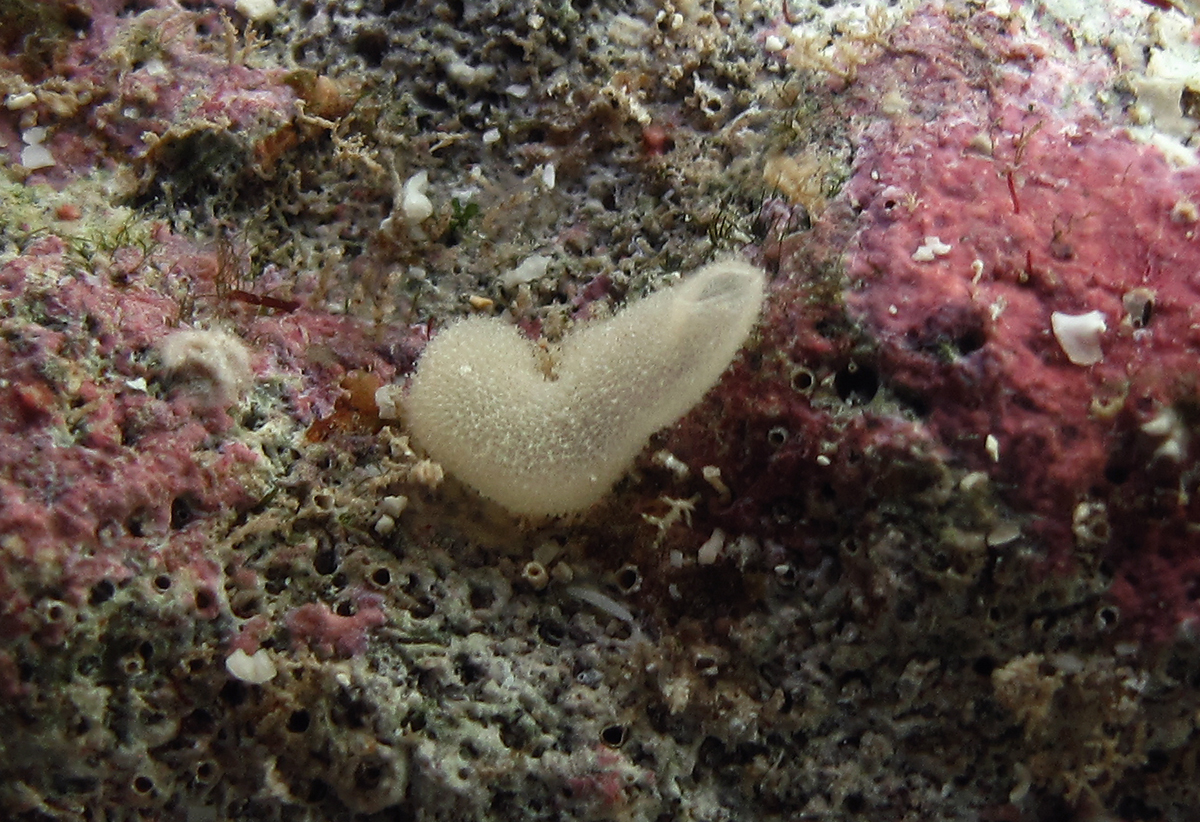
Sycon cf. ciliatum (Sycettidae)